# كاليج
بلدية كاليج (بالإسبانية: Cálig)‏، هي إحدى بلديات مقاطعة كاستيلون التي تقع في منطقة بلنسية، في شرق إسبانيا.
يبلغ عدد سكانها 1.693 نسمة وفقاً لإحصائية سنة (2006).